# Arts and Industries Building

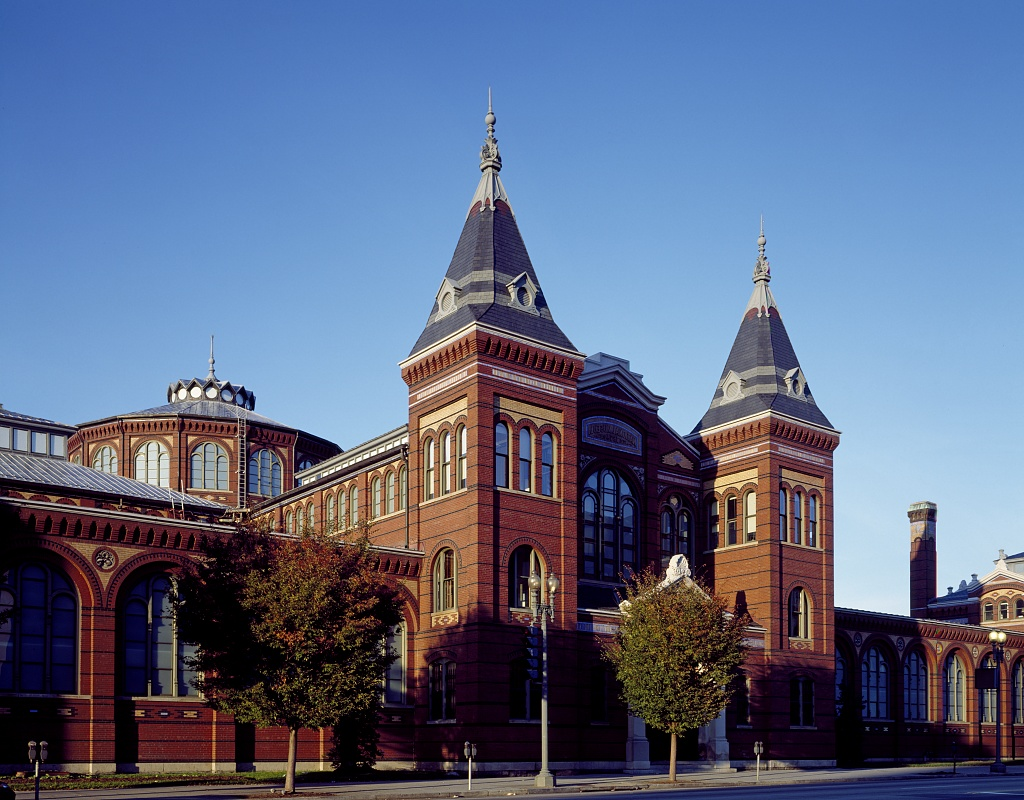
Het Arts and Industries Building in Washington D.C.

Het Arts and Industries Building is een onderdeel van het Smithsonian Institution, een museum complex aan de National Mall in de Amerikaanse hoofdstad Washington.
Het door architect Montgomery Meigs in de victoriaanse stijl opgetrokken gebouw werd in 1881 geopend met een inauguratie-bal van president James Garfield. Het museum liet toe de zich uitbreidende collectie van het Smithsonian Insitution te kunnen tentoonstellen. Het National Museum bevatte een collectie met betrekking tot natuurlijke historie die in 1910 verhuisd werd naar het nieuw gebouwde  National Museum of Natural History. Het National Museum kreeg dat jaar zijn huidige naam en focuste zich meer op de Amerikaanse geschiedenis met kunst, wetenschappelijke, sociale en militaire invalshoeken. Wanneer is 1964 het National Museum of American History opent verhuist deze collectie naar dit nieuwe museum. De collectie rond luchtvaart en ruimtevaart belandt in 1976 in het National Air and Space Museum waarmee alle collecties van het oude National Museum overgebracht waren naar nieuwe meer specifieke musea van het Smithsonian, allen gelegen aan de National Mall.
Het onroerend erfgoed was in 1971 al erkend als National Historic Landmark. In 1976 werd de Centennial Exhibition geopend in het van zijn vorige collecties bevrijdde gebouw, een collectie objecten die tijdens de Wereldtentoonstelling van 1876 in Philadelphia werden getoond. De volgende jaren volgden andere tijdelijke tentoonstellingen en een kindertheater, het Discovery Theater. In 2004 werd het gebouw gesloten als publieke tentoonstellingsruimte in verband met uitgebreide renovatiewerkzaamheden. In het voorjaar van 2016 gingen de eerste tijdelijke evenementen door in een gerestaureerde vleugel van het gebouw. De definitieve toekomst van het gebouw, en de eventuele volledige restauratie zijn nog onbepaald.